# El Mundo (Venezuela)
El Mundo era un periódico venezolano que tuvo una etapa como vespertino formato estándar (1958-2009) y otra como matutino de circulación nacional especializado en economía y negocios en formato tabloide (2009-2016), perteneciente primero a la empresa Cadena Capriles y luego al Grupo Últimas Noticias. El Mundo, Economía y Negocios, fue una plataforma informativa que producía contenidos especializados a través de su versión impresa, web, móvil, televisión, radio y eventos.

## Historia
El 23 de enero de 1958 tras la caída del dictador Marcos Pérez Jiménez, comienzan a salir de las cárceles los presos políticos, entre los cuales se encontraba Miguel Ángel Capriles Ayala, un empresario venezolano de la industria textilera, quien había adquirido en 1947 la mayoría accionaria del diario Últimas Noticias. Recién salido de los calabozos de la Seguridad Nacional, Capriles Ayala comienza a trabajar en uno de sus proyectos más ambiciosos: la creación de un vespertino. Es así como en la tarde del 3 de febrero de 1958 sale a la calle el primer ejemplar de El Mundo, con formato estándar en blanco y negro, cuyo principal titular rezaba "Las elecciones en Costa Rica". En un principio el nombre de este vespertino sería Democracia, pero ante el peligro de que se pudiera instaurar de nuevo una dictadura, prefirieron colocarle El Mundo. Su primer director fue el periodista Ramón José Velázquez. El lema del periódico: "Mas quiero una libertad peligrosa, que una esclavitud tranquila" es el mismo que tuvo el diario El Venezolano cuando se publicaba, y fue puesto por Capriles luego de leer en la cárcel una obra sobre Antonio Leocadio Guzmán.
“La sentencia latina me pareció el más perfecto compendio de lo que necesitábamos
en Venezuela: cambiar la tranquila esclavitud que nos proporcionaba Pérez Jiménez por la peligrosa libertad que la plena vigencia de la democracia nos traería en un país que no está habitado precisamente por suizos…” (El Mundo, 03-02-59, primera página).
Hasta finales de la década de los noventa, El Mundo era el único vespertino que circulaba en Venezuela, hasta que el Bloque Dearmas en 1997 puso en circulación Abril, que al principio fue una competencia para El Mundo, por el uso del color y su corte más amarillista, pero dejó de circular en diciembre de 2003.
Como parte del proceso de renovación del diario ante una dinámica informativa más exigente, en abril de 1999 asume la dirección el economista y político Teodoro Petkoff. Sus editoriales ganaron espacio entre los lectores del vespertino, pero su paso por este diario fue corto y en diciembre de ese año salió del cargo y funda un competidor: el vespertino Tal Cual.
Durante años el slogan de este diario fue Lo dice antes. En efecto, así solía rezar el lema en la valla publicitaria ubicada en la cúspide de la Torre Capriles de Plaza Venezuela (este torre actualmente es propiedad del SENIAT).
Llega el color
El 3 de febrero de 2000, en su 42 aniversario, bajo la dirección de Rafael del Naranco, que había sido durante 12 años director de la revista Elite y autor de numerosos libros entre ellos la trilogía "Cartas a Patricia", "El triángulo de la corrupción" y "El mono de la baraja", el vespertino sufre una reforma: se realiza un rediseño de su diagramación y oferta editorial, se agrega color a sus páginas, se moderniza la maquinaria usada para la producción e impresión y se incorporan nuevos profesionales y firmas destacadas.
Relanzamiento
A mediados del año 2003 la Cadena Capriles decide realizar un nuevo cambio en el vespertino y el periodista Francisco “Kiko” Bautista pasa a dirigir el diario para iniciar un proyecto de nombre "El Nuevo Mundo" para relanzar el periódico con la meta de alcanzar una circulación de 45.000 ejemplares.
El 1 de noviembre de 2003, con un nuevo y renovado diseño gráfico y editorial, es relanzado el vespertino, con una tendencia más moderna y urbana. Se agregaron nuevos columnistas, se crea una página de entrevistas y una de humor, y una sección temática semanal.
En el mes de agosto de 2004, Bautista renuncia. En junio de 2005 el vespertino recibió el Premio Nacional de Periodismo, mención diagramación por su “estilo propio de diagramación, moderno y versátil”.
A principios de diciembre de 2005 el periodista Enrique Rondón Nieto asume el cargo de director.

## El Mundo, Economía y Negocios
En febrero de 2009 deja de circular El Mundo como vespertino e inicia una amplia transformación para convertirse en el diario matutino especializado en economía y negocios a partir de abril de ese año.
Omar Lugo asume como director y comienza a elaborarse una propuesta editorial multiplataforma que incluía un diario impreso que circulaba de lunes a viernes, una página web, un programa de televisión, micros radiales, eventos temáticos y servicios móviles.
A su salida al mercado, El Mundo, Economía y Negocios, publicó una edición especial en la que se reseñaba un amplio panorama de la economía venezolana e internacional. El primer aniversario fue celebrado con el lanzamiento de una edición especial titulada “Venezuela, otra visión”, donde se mostraba, desde distintos sectores, una visión amplia y positiva del país.
La versión impresa y digital se convirtieron en la referencia venezolana en materia de economía, negocios y finanzas, alcanzando gran penetración en la opinión pública nacional. Adicionalmente ofrecía información en tiempo real a través de su cuenta @elmundomovil y el sitio web www.elmundo.com.ve.
En mayo de 2011 salió al aire los domingos a las 9:30 de la mañana el programa El Mundo, Economía y Negocios en televisión, que llevaba a los hogares venezolanos a través de Globovisión, la economía de una manera sencilla y práctica.
En octubre de 2013 Latam Media Holding compró la empresa Cadena Capriles (actualmente Grupo Últimas Noticias). En noviembre de ese mismo año es despedido el director Omar Lugo, tras un reclamo público del presidente Nicolás Maduro por la publicación de una información relacionada con las reservas internacionales del país. En marzo de 2014 es designado como director José Gregorio Yépez, quien se desempeñaba como jefe de redacción y estuvo al frente del medio hasta octubre de 2017.
La versión impresa de El Mundo Economía y Negocios dejó de circular en diciembre de 2016 y en junio de 2018 la dirección web www.elmundo.com.ve redirige a www.ultimasnoticias.com, donde se encuentra como una sección de ese medio. La base de datos de publicaciones pasadas no se encuentra en línea.